# Frans Schollaert
François Victor Marie Ghislain Schollaert (ur. 19 sierpnia 1851 w Wilsele, zm. 29 czerwca 1917 w Sainte-Adresse we Francji) – belgijski polityk, działacz Partii Katolickiej, prawnik.
W 1888 został deputowanym do Izby Reprezentantów. Pozostał nim do śmierci. Był ministrem: spraw wewnętrznych (1895–1899, rolnictwa 1908-1910), kultury i nauki (1910-1911) i stanu (od 1907). W latach 1901–1908 pełnił funkcję szefa gabinetu (premiera Belgii). Dwukrotnie zajmował stanowisko przewodniczącego Izby Reprezentantów (1901-1908, 1911-1917).
Od 1914 był członkiem emigracyjnych władz Belgii.